# Palma Real de Adentro
Palma Real de Adentro är en ort i Mexiko.   Den ligger i kommunen Francisco Z. Mena och delstaten Puebla, i den sydöstra delen av landet, 210 km nordost om huvudstaden Mexico City. Palma Real de Adentro ligger 81 meter över havet och antalet invånare är 576.
Terrängen runt Palma Real de Adentro är platt åt nordost, men åt sydväst är den kuperad. Runt Palma Real de Adentro är det ganska tätbefolkat, med 78 invånare per kvadratkilometer. Närmaste större samhälle är Álamo, 13,8 km norr om Palma Real de Adentro. Trakten runt Palma Real de Adentro består till största delen av jordbruksmark.